# Rampini (Unternehmen)
Rampini Carlo S.p.A. ist ein italienischer Hersteller von emissionsfreien Stadtbussen und Spezialfahrzeugen mit Sitz in Passignano sul Trasimeno in Umbrien.

## Geschichte

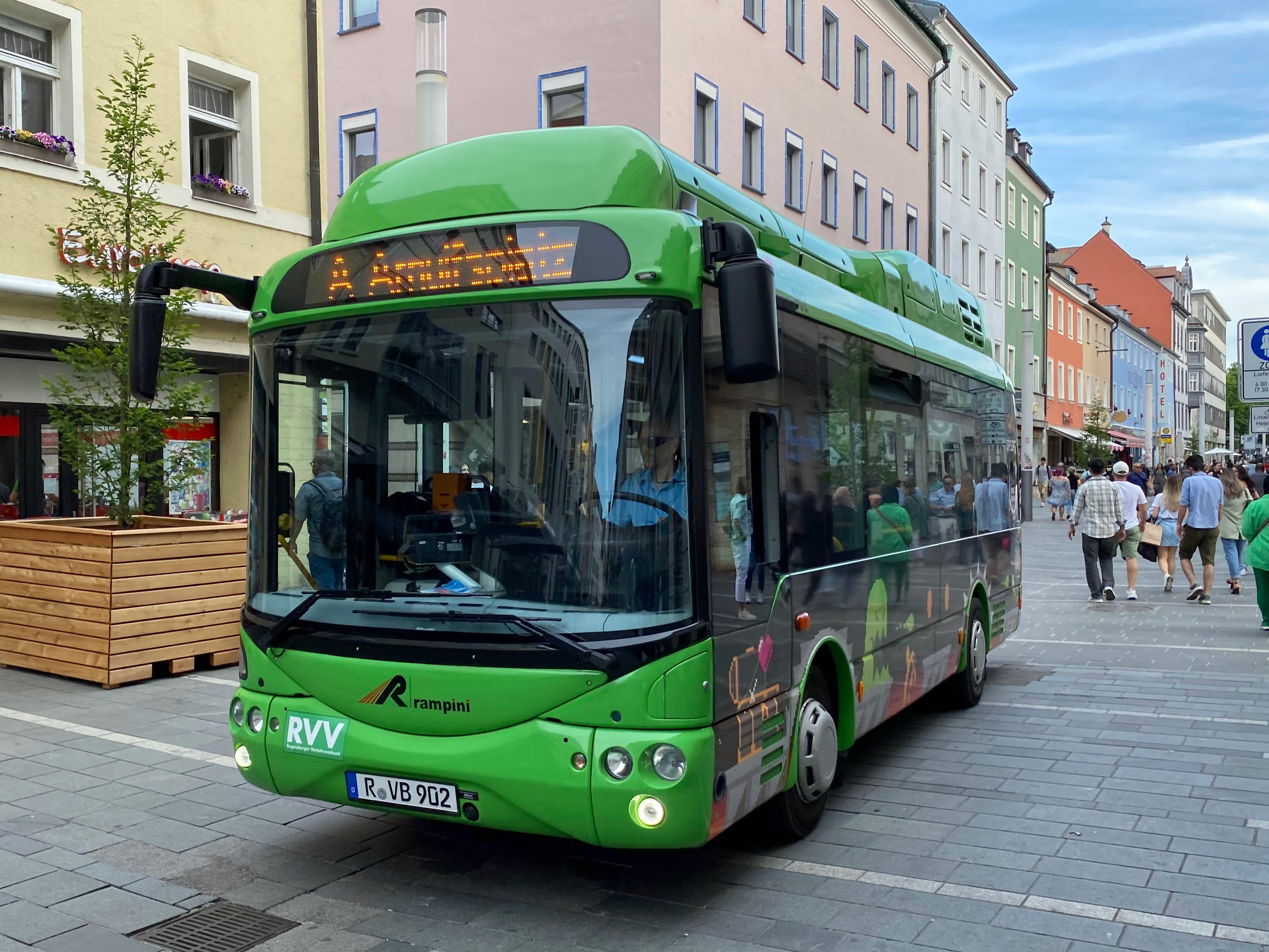
Rampini Alé in Regensburg (2023)

Rampini wurde am 24. April 1945 von Carlo Rampini und Fernanda Pepini als Werkstatt für Wartung und Überholung von Kraftfahrzeugen gegründet. In den 1960er Jahren begann das Unternehmen mit der Entwicklung und Produktion eigener Fahrzeuge. Nach der Insolvenz der Carrozzeria Autodromo Modena im Jahr 2004 übernahm Rampini u. a. die Rechte am Midibus-Modell Alè und entwickelte bis 2009 die vollelektrische Variante des Fahrzeugs. Rampini entwickelt seitdem elektrische und wasserstoffbetriebene Varianten des Alè in Zusammenarbeit mit Siemens.
Im Jahr 2022 stellte das Unternehmen mit dem 8 Meter Hydron den ersten vollständig in Italien entwickelten Wasserstoffbus vor.
Im März 2025 gründete das Unternehmen den Geschäftsbereich H2EUPower, der sich auf die Entwicklung und Produktion von Brennstoffzellensystemen für Nutzfahrzeuge und stationäre Anwendungen spezialisiert.